# Ексимер
Ексиме́р (скорочення від англ. excited dimer) — нестабільна димерна або гетеродимерна молекула, яка складається з двох частин, одна з яких обов'язково перебуває у збудженому стані. Ексимерами часто можуть бути двоатомні молекули, що утворюються з двох атомів або молекули, що не можуть існувати, якщо обидві їхні частини перебувають в основному стані. Такі молекулярні системи живуть недовго, приблизно кілька наносекунд. Кластери, які складаються з матеріалу Рідберга, можуть проіснувати навіть декілька секунд.

## Застосування ексимерів
Гетеродимерні двоатомні комплекси, що складаються з благородного газу і галогену (наприклад, ксенон хлорид XeCl), часто використовуються в ексимерних лазерах. Перевагою таких лазерів є здатність його компонентів взаємно притягуватись у збудженому стані і взаємно відштовхуватися в основному. На відміну від інших, вони «холодні», тобто не випромінюють тепла. Ексимерні лазери використовують в офтальмології для корекції зору.
Властивість пірену утворювати ексимери використовується для визначення відстані між біомолекулами.